# Artur Kruczek
Artur Kruczek (ur. 23 marca 1973) – polski aktor filmowy, telewizyjny, teatralny i dubbingowy, reżyser dubbingu. W 1999 roku ukończył studia na Wydziale Aktorskim Państwowej Wyższej Szkoły Filmowej, Telewizyjnej i Teatralnej im. L. Schillera w Łodzi.

## Filmografia

### Przed kamerą
- 2000–2001: Adam i Ewa – policjant w areszcie śledczym
- 2005: Siedem grzechów popcooltury – Olek
- 2006: Mrok – technik
- 2010: Prosta historia o miłości – Paweł
- 2011: Wyjazd integracyjny
- 2020: 365 dni – dyrektor służby pięter

### Przed kamerą gościnnie
- 1998–2003: Miodowe lata – rolkarz
- 1999–: Na dobre i na złe – policjant
- 2000–: M jak miłość – podinspektor Szymczyk
- 2000–2012: Plebania – tajniak
- 2001–2003: Szpital na perypetiach – Olek Dumas
- 2002–2003: Kasia i Tomek – reżyser reklamy (głos)
- 2003–2008: Fala zbrodni – Rosiak
- 2004–2006: Pensjonat pod Różą – policjant
- 2004–2008: Kryminalni – Andrzej
- 2005: Auschwitz. Naziści i „ostateczne rozwiązanie” – Albert Widmann
- 2005–2007: Magda M. – Rafał Budzisz
- 2006–2007: Dwie strony medalu – aspirant Wawrzyniak
- 2007: Mamuśki – szef pubu
- 2012–2015: Prawo Agaty – Marcin Jasielski
- 2014–: O mnie się nie martw – hydraulik
- 2017–: Niania w wielkim mieście – sprzedawca lodów
- 2018–: Oko za oko – Rafał Gracik